# Inferno Peak
Inferno Peak är en bergstopp i Östantarktis, i ett område som Nya Zeeland gör anspråk på. Toppen ligger 2 100 meter över havet.
Terrängen runt Inferno Peak är kuperad söderut, men norrut är den platt.